# Агры
Агры́ (тур. Ağrı) — город в Турции, центр ила Агры в Турции. Расположен неподалёку от границы с Ираном и Арменией.
С XVI века в составе Турции.

## Население
Население — преимущественно, курды. Армяне, проживавшие на территории ила до 1915—1918, были либо убиты, либо изгнаны. В 1927 году в городе произошло курдское восстание, и с 1927 по 1930 годы город входил в непризнанную курдскую Республику Арарат.
Этнический состав Каракесе (с 1946 года — Агры) в 1895 году:
| Армяне         | 1 300 | 65 %  |
| Курды          | 600   | 30 %  |
| Турки и другие | 100   | 5 %   |
| Всего          | 2 000 | 100 % |